# 少國民

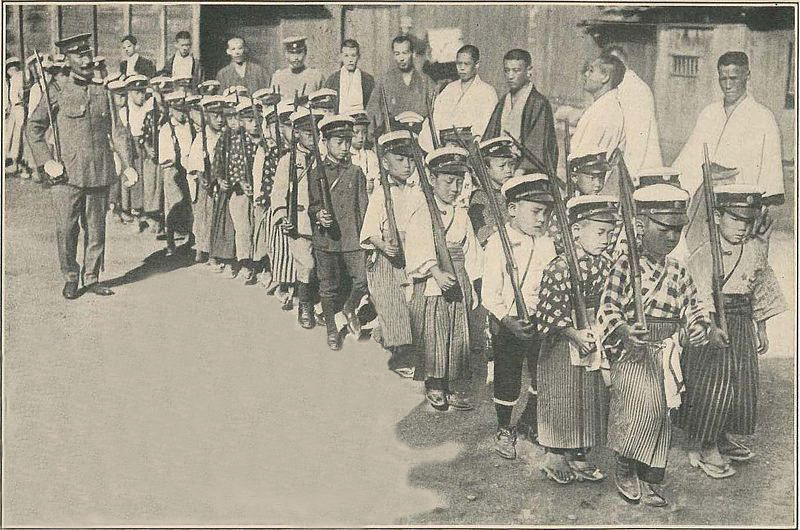
1916年在日本开展童子军活动。當時還沒有少國民的稱呼。

少國民（しょうこくみん）是指從日中戰爭到第二次世界大戰的日本，位於大後方的兒童，具有年輕的皇國民的意思。

## 概述
根據大日本帝國憲法，日本作爲「國民皆兵」，必須履行兵役義務。因此，對子女也廣泛進行了戰時基礎教育。特別是在皇姑屯事件後的所謂軍國主義時代，小學生被稱爲「少國民」，在小學（第二次世界大戰中的國民學校）除了接受基礎軍事訓練外，還進行了能給人以戰爭和軍隊親切感的教育。教科書和讀物中有軍艦、戰鬥機和坦克。
1920年代出生（戰中派）和1930年代出生（燒燬的一代）的人們被稱爲「少國民」。執着於這句話的作者山中恆（1931年生）就是其中之一。
1942年（昭和17年）2月，對文化、教育、產業等各種民生實行了「戰時控制」，所謂的「小學館各年級學習雜誌」所實施的控制，是將《國民一年級》-《國民六年級》（現在的《小學一年級》-《小學六年級》）合併爲面向低年級的《好孩子的朋友》和麪向高年級的《少國民的朋友》。
在日本以外，軍政時期的大韓民國國民學校（相當於現在的小學）用教科書也是類似軍國主義的內容。

## 脚注
1. ↑  『日本のもと 学校』84頁。
2. ↑  「小学館の学年別学習雑誌」および「良い子の友と少國民の友」の項の記述を参照。

## 相关项目
- 国立学校